# Seljuk Tower
La  Seljuk Tower est un gratte-ciel construit à Konya en Turquie de 2002 à 2006. Il mesure 163 mètres de hauteur pour 42 étages et une surface de plancher de 58 900 m².
Il est situé au pied d'un centre commercial.
C'est le plus haut édifice de Konya .